# 莱谢勒
莱谢勒（法語：Léchelle，法語發音：[leʃɛl] ⓘ）是法国塞纳-马恩省的一个市镇，属于普罗万区。

## 地理
莱谢勒（48°34'39"N, 3°23'18"E）面积22.05 平方千米，位于法国法蘭西島大區塞纳-马恩省，该省份为法国北部内陆省份，北起瓦兹省，西接埃松省、马恩河谷省、塞纳-圣但尼省和瓦兹河谷省，南至卢瓦雷省，东南接约讷省，东临马恩省和奥布省，东北接埃纳省。
与莱谢勒接壤的市镇（或旧市镇、城区）包括：圣布里斯、苏尔丹、武尔通、博什里-圣马丹、大沙洛特尔。

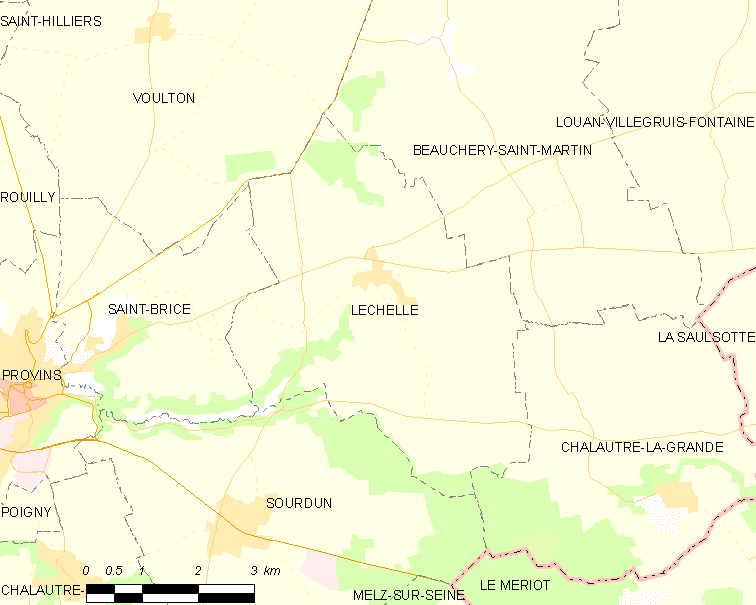
莱谢勒的OSM定位图

莱谢勒的时区为UTC+01:00、UTC+02:00（夏令时）。

## 行政
莱谢勒的邮政编码为77171，INSEE市镇编码为77246。

## 政治
莱谢勒所属的省级选区为普罗万县。

## 人口

1962-2008年间莱谢勒人口变化图示

莱谢勒于2022年1月1日时的人口数量为577人。